# Eleven Seven Music
Eleven Seven Music — це лейбл звукозапису, заснований Алленом Коваком — головним виконавчим директором 10th Street Entertainment за сумісництвом. Eleven Seven Music — це фізичний, цифровий та мобільний незалежний лейбл звукозапису, який надає повний комплект послуг, займаючись продажами, дистрибуцією та маркетинговою діяльністю. Лейбл продовжує розбудовувати власну модель маркетингових стратегій (базується на дослідженнях у цій галузі), спрямовану безпосередньо на фанів — та таку, що розбудовується саме з цієї позиції. Список гуртів та виконавців, які на сьогодні співпрацюють із Eleven Seven Music — постійно розширюється, і до нього входять такі гурти як Mötley Crüe, Papa Roach, Escape The Fate, Drowning Pool, Sixx:A.M., Vince Neil та Hellyeah. Керований групою лідерів-однодумців — осердям всієї організації — цей, один із найзначніших серед незалежних лейблів, має в своєму арсеналі такі засоби як власний маркетинг, промоутерські, популяризаторські агентства, нові засоби масової інформації, міжнародні агенції, агенції з продажу, тур-маркетинг, створення промо-відео, креативні сервіси, бізнес-менеджмент, вебдизайн, реклама, ліцензування, публікування, розробка та інші сервіси на підтримку кожного релізу.
Eleven Seven Music, наріжний камінь Eleven Seven Music Group, був названий рок-лейблом року у 2008-му (FMQB) та 2010-му (Billboard), а також зайняв перше місце серед незалежних рок-лейблів (№ 1 Independent Rock label) у 2010 році в рейтингу Mediabase, утримуючи значну порцію рок-чартів, починаючи із його започаткування у січні 2006 року. До нещодавніх релізів входять рок-альбом гурту Mötley Crüe (1-е місце), другий альбом гурту Sixx:A.M. під назвою This Is Gonna Hurt (дебют у Top 10), однойменний альбом гурту Buckcherry (дебютний альбом-феномен, який став платиновим) та альбом цього ж гурту під назвою «15» (номінований на Ґреммі), а також однойменний альбом гурту Drowning Pool (3-тя позиція у чарті Top Hard Rock Albums та 5-та у Top Independent Albums). Лейбл також домінує в критичних оглядах, рейтингах продажів та чартах iTunes за 2008 та 2009 роки, вигулькуючи на верхніх позиціях більшості рок-категорій.

## Поточні гурти та виконавці
- Blondie
- Buckcherry[12] (раніше лише в США)
- Drowning Pool
- Deuce
- Escape The Fate
- Five Finger Death Punch (раніше лише в США)
- Hellyeah
- Mötley Crüe
- Papa Roach
- Sixx:A.M.
- Vince Neil
- Eve[13]

## Колишні гурти та виконавці
- The Blackout (лише в США)
- CAVO
- Crossfade
- Cold
- Charm City Devils — активні, співпраця із Fat Lady Music або інді-лейблами
- Everclear — активні, співпраця із 429 Records
- Lit (не було спільних релізів) — активні, співпраця із Megaforce Records
- Marion Raven — активні, мають свій власний лейбл Blackbird Music
- The Last Vegas — активні, співпраця із FrostByte Media
- Trapt[14]